# Jüdischer Friedhof (Niederroedern)

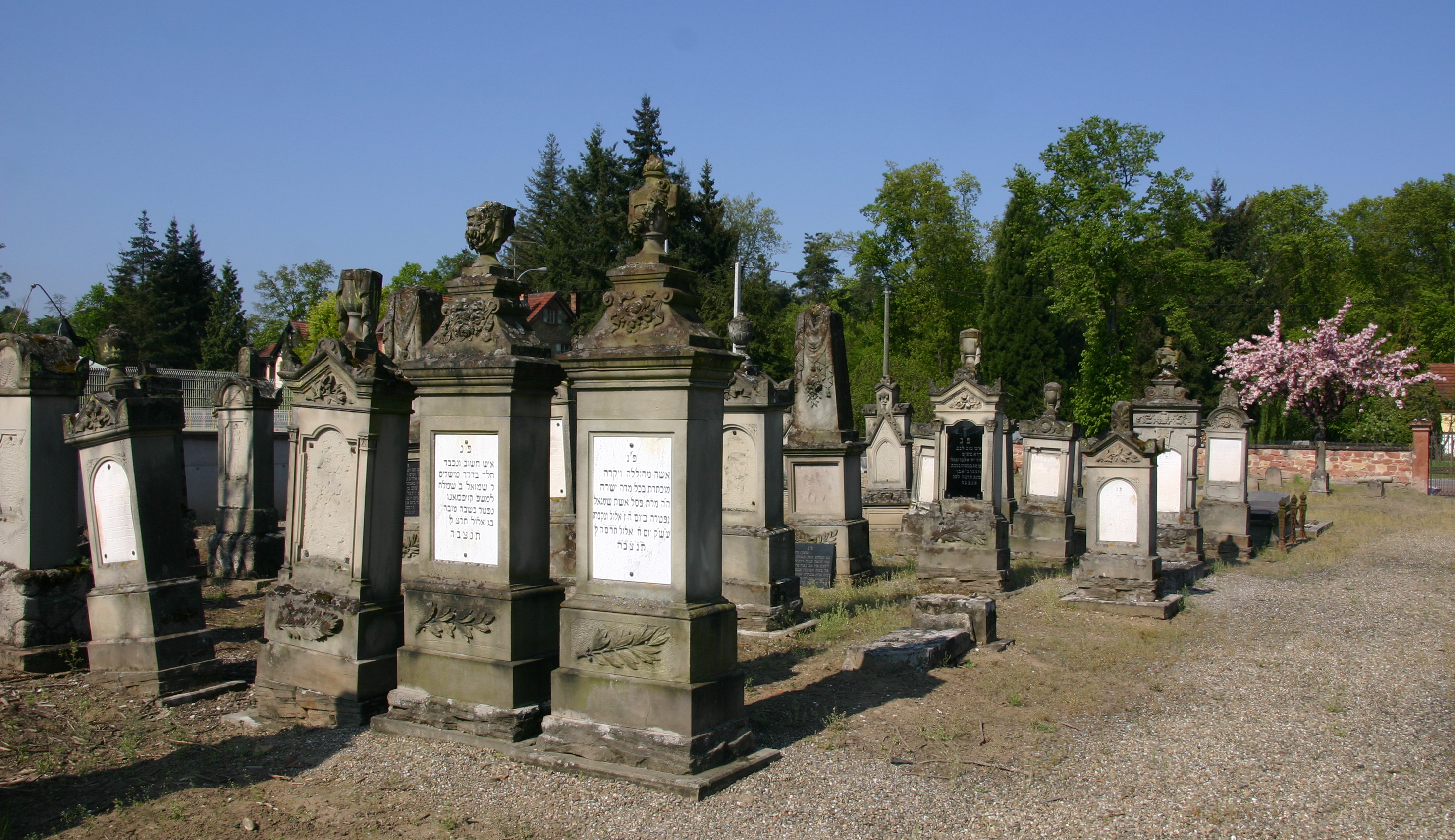
Jüdischer Friedhof in Niederroedern

Der Jüdische Friedhof in Niederrœdern, einer französischen Gemeinde im Département Bas-Rhin der Region Grand Est, wurde 1878 angelegt. Der jüdische Friedhof befindet sich an der Rue de la Gare am Ortsausgang in Richtung Hagenau.
Die jüdische Gemeinde in Niederroedern bestattete ihre Toten bis in die zweite Hälfte des 19. Jahrhunderts auf dem jüdischen Friedhof in Trimbach. Der 1878 angelegte eigene Friedhof liegt unmittelbar neben dem kommunalen Friedhof. Zwischen den beiden Friedhöfen gibt es keine Abtrennung, jedoch jeweils einen eigenen Eingang.